# إبراهيم أوشريف
إبراهيم أوشريف (ولد في طنجة في 14 نونبر 1984) لاعب كرة قدم مغربي، يلعب في موقع مهاجم. كانت بدايته الرياضية في نادي اتحاد طنجة، قبل أن يوقع عقدا احترافيا مع نادي أولمبيك خريبكة، كلاعب حر، في 4 أغسطس 2010.

## إحصائيات[3][4]
| المواسم   | النادي         | عدد مرات الظهور | عدد الأهداف |
| --------- | -------------- | --------------- | ----------- |
| 2008-2010 | اتحاد طنجة     | ؟؟              | 11          |
| 2010-2011 | أولمبيك خريبكة | 20              | 3           |
| 2011-2012 | أولمبيك خريبكة | 14              | 1           |
| 2012-2013 | أولمبيك خريبكة | 3               | 4           |